# کپل (ترانه)
«کپل» یا «باسن» (به انگلیسی: Booty) تک‌آهنگی از خوانندهٔ آمریکایی جنیفر لوپز می‌باشد که در هشتمین آلبوم استودیویی وی تحت عنوان ای. کا. ای. قرار دارد.